# Xã Oak Park, Quận Cook, Illinois
Xã Oak Park (tiếng Anh: Oak Park Township) là một xã thuộc quận Cook, tiểu bang Illinois, Hoa Kỳ. Năm 2010, dân số của xã này là 51.878 người.